# Purumitra grammica
Espèce
Synonymes
- Uloborus grammicus Simon, 1893

Purumitra grammica est une espèce d'araignées aranéomorphes de la famille des Uloboridae.

## Distribution
Cette espèce se rencontre aux Philippines et aux îles Carolines.

## Description
Le mâle holotype mesure 3 mm.

## Publication originale
- Simon, 1893 : Arachnides. Voyage de M. E. Simon aux îles Philippines (mars et avril 1890). 6e Mémoire. Annales de la Société Entomologique de France, vol. 62, p. 65-80 (texte intégral).